# Risky Business
Risky Business (Brasil e Portugal: Negócio Arriscado) é um filme norte-americano do gênero comédia lançado em 5 de agosto de 1983, escrito e dirigido por Paul Brickman, e estrelado por Tom Cruise.
O filme também e estrelado por Rebecca De Mornay como Lana e Joe Pantoliano como Guido. Foi um sucesso de bilheteria: custou $6 milhões de dólares e arrecadou $63,541,777 nos Estados Unidos.

## Enredo
Em Chicago, um adolescente aproveita que seus pais viajaram e telefona para uma call-girl. Ele acaba se envolvendo com ela e usa sua casa para que várias colegas de trabalho dela recebam seus "clientes", sendo que recebe dinheiro por ser a sua casa. Mas nem tudo ocorre como planejara.

## Elenco
- Tom Cruise .... Joel Goodson
- Rebecca De Mornay .... Lana
- Joe Pantoliano .... Guido
- Nicholas Pryor .... Mr. Goodson
- Janet Carroll .... Mrs. Goodson
- Richard Masur .... Bill Rutherford
- Curtis Armstrong .... Miles Dalby
- Bronson Pinchot .... Barry
- Shera Danese .... Vicki
- Raphael Sbarge .... Glenn
- Bruce A. Young .... Jackie
- Kevin Anderson .... Chuck
- Nathan Davis .... Professor de Negócios
- Fern Persons .... Professora de Laboratório
- Anne Lockhart .... Babysitter

## Trilha sonora
A trilha sonora do filme foi feita por Tangerine Dream. Sua música é composta por quase metade do álbum da trilha sonora. Também estão incluídas canções de Muddy Waters, Prince ("DMSR"), Jeff Beck, Journey, Phil Collins ("In the Air Tonight"), e a canção pela qual o filme é mais conhecido, "Old Time Rock and Roll" de Bob Seger.
O álbum da trilha sonora foi lançado pela Virgin Records, gravadora do Tangerine Dream na época do lançamento do filme.
O filme também inclui "Hungry Heart" de Bruce Springsteen, "Every Breath You Take" de The Police, e "Swamp" de Talking Heads. As versões LP e CD da trilha sonora incluem duas versões diferentes de "Love on a Real Train (Risky Business)", ambas são gravações diferentes da versão usada no filme para a cena final de amor ou créditos de encerramento.

## Recepção

### Bilheteria
O filme estreou em 670 cinemas, com um fim de semana de abertura de US$4,275,327. Ele passou a arrecadar um total de US$63,5 milhões no mercado interno.

### Resposta crítica
Risky Business foi aclamado pela crítica de cinema. Também é considerado por muitos como um dos melhores filmes de 1983.
O filme detém uma avaliação de 92% de "Certified Fresh" no site Rotten Tomatoes com base em 49 avaliações, com o consenso do site afirmando; "Apresentando uma das melhores performances iniciais de Tom Cruise, Risky Business é um exame afiado e engraçado da angústia adolescente que não para de explorar temas sombrios".
Variety disse que o filme foi como um "primeiro romance promissor, com todos os prós e contras que vêm com esse território" e elogiou Brickman sobre "o estilo e o talento de sua direção". 

## Legado
A edição de DVD do 25º aniversário oferece "tanto o final do estúdio otimista quanto a conclusão original, mais provisória e melancólica do Sr. Brickman".
Em 2015, o filme foi #31 na lista da Entertainment Weekly dos 50 Melhores Filmes do Ensino Médio.
Nos anos desde o lançamento do filme, a cena icônica com o personagem de Cruise dançando apenas com sua camisa rosa, meias e cuecas brancas para a versão de Bob Seger de "Old Time Rock and Roll" foi recriada em episódios de muitas séries de televisão, bem como em filmes, paródias e anúncios. A música foi #100 na lista das melhores canções de filmes estadunidenses segundo o American Film Institute.